# تروگم‌به
تروگم‌به (به لاتین: Tourougoumbé) یک منطقهٔ مسکونی در مالی است که در استان کایس واقع شده‌است.
 تروگم‌به  ۱۱٬۴۱۲ نفر جمعیت دارد.